# کومااینو

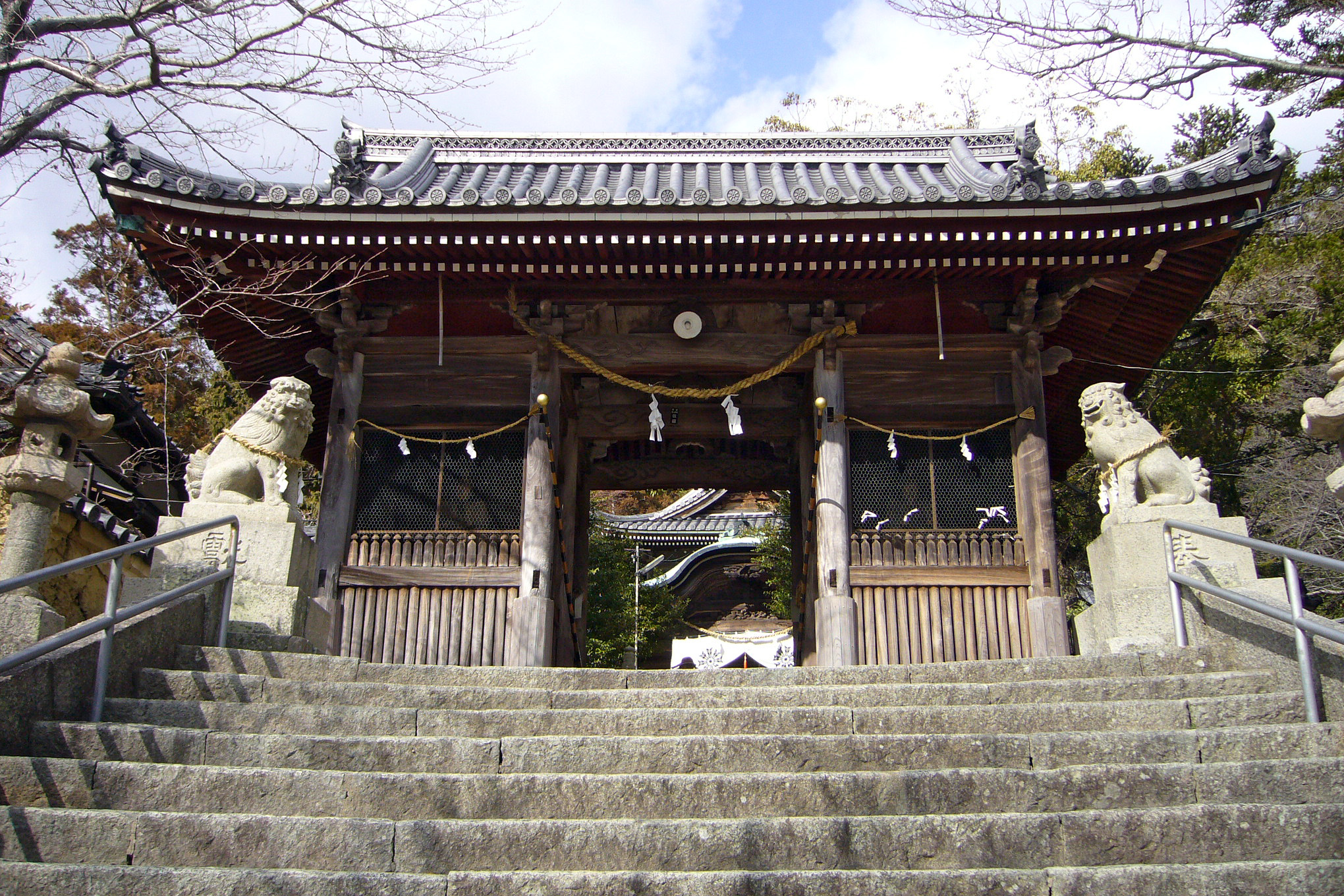
کومااینو در یک معبد شینتویی.

کومااینو (به ژاپنی: 狛犬・胡麻犬, Komainu) در یک معبد شینتویی به مجسمه‌های سگ یا شیری گفته می‌شود که معمولاً به صورت جفت نر و ماده‌اند و روی سکو یا پله‌ای در دو طرف اولین توری معبد یا در طول راهروی ورودی قرار گرفته‌اند. البته ممکن است آنها را در دو طرف راه ورودی مدخل درست در مقابل ساختمان پرستشگاه یا حتی در داخل ساختمان پرستشگاه قرار دهند. مجسمهٔ حیوانات پس از مجسمه‌های دیوهای عظیم‌الجثه نیوساما و مجسمه‌های دو شخص عالی مقام زاهد در هیئت نشسته، سومین دسته از نگهبانان زیارتگاه‌ها هستند.

## نگارخانه

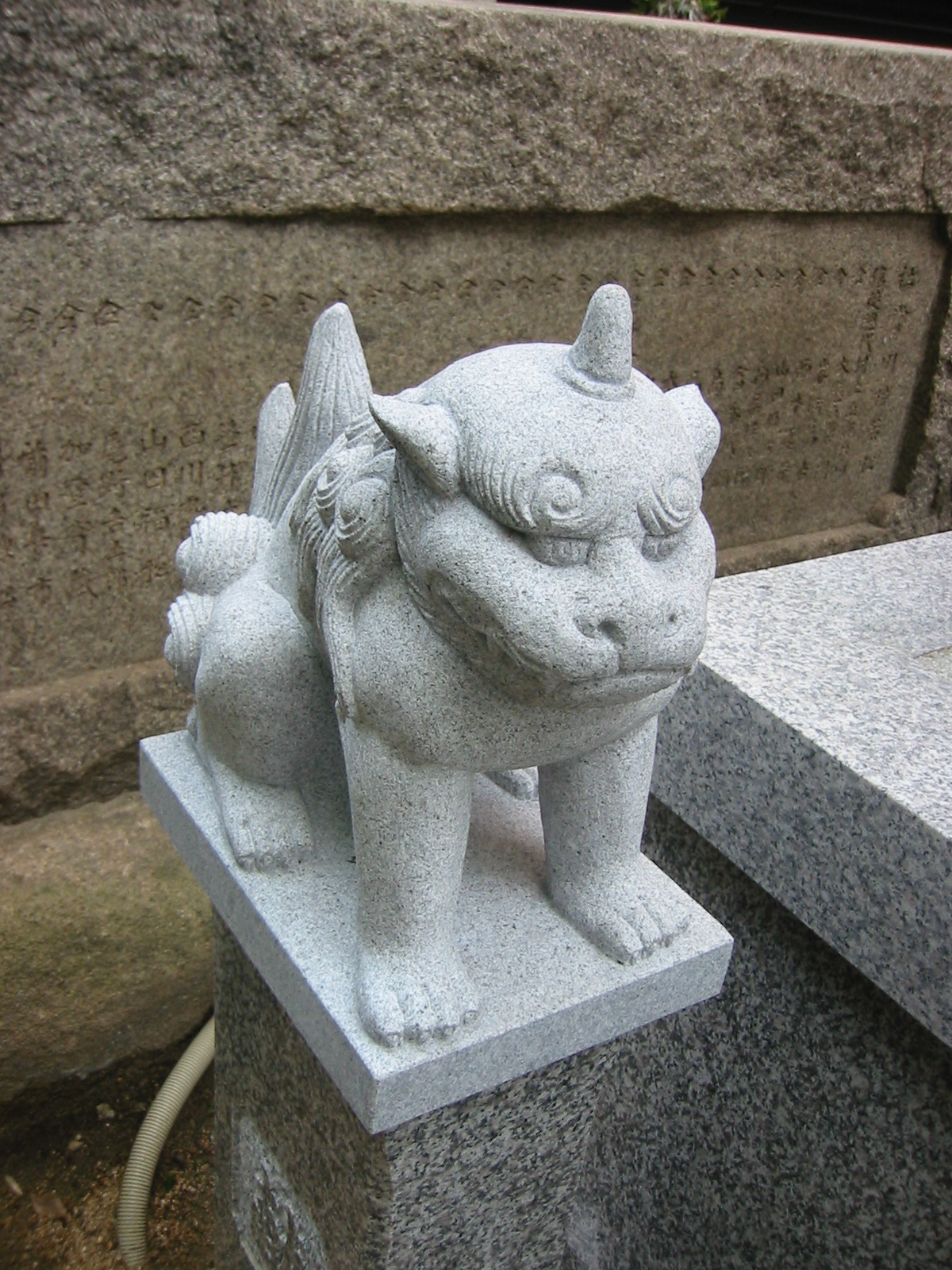
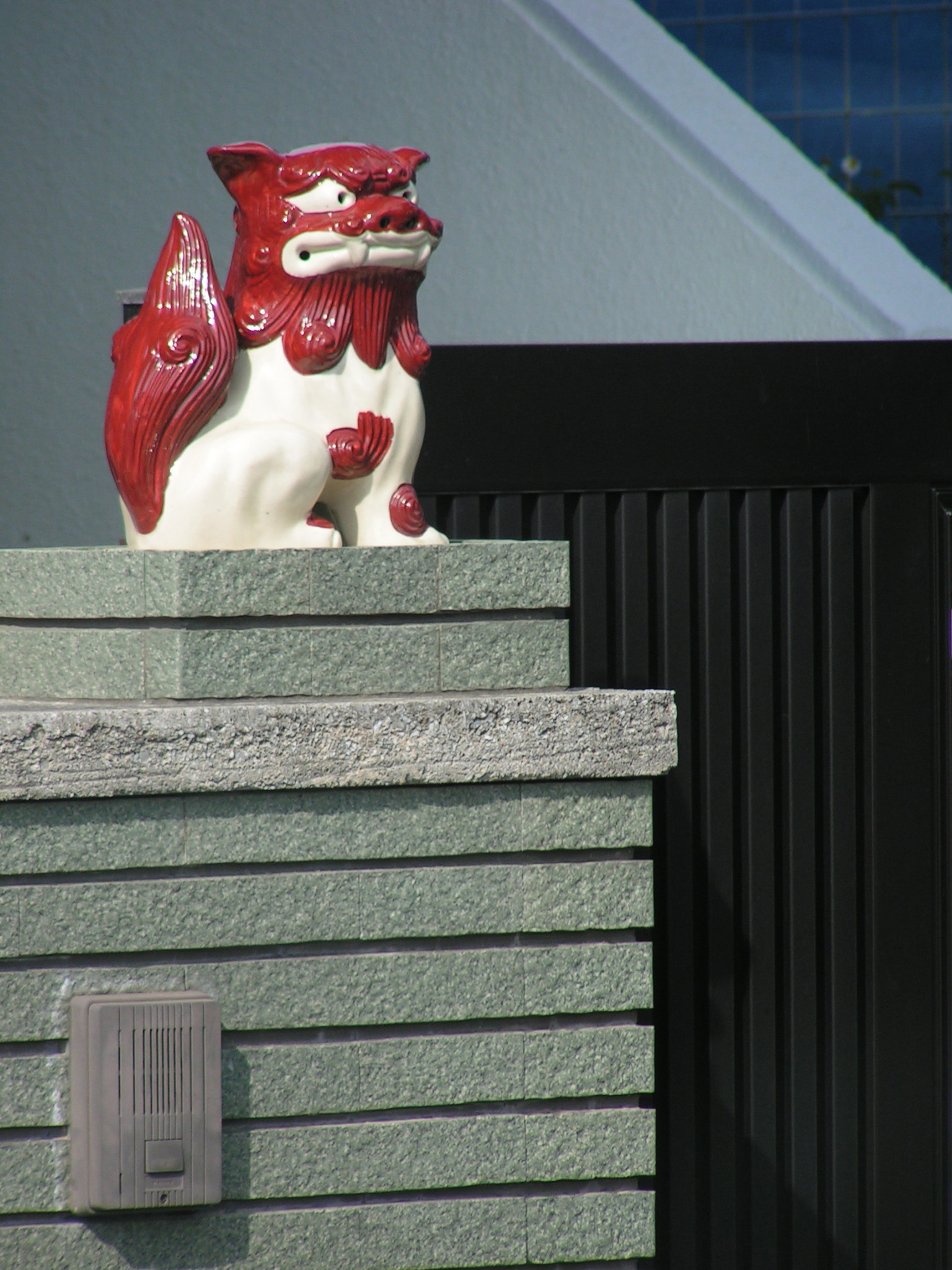
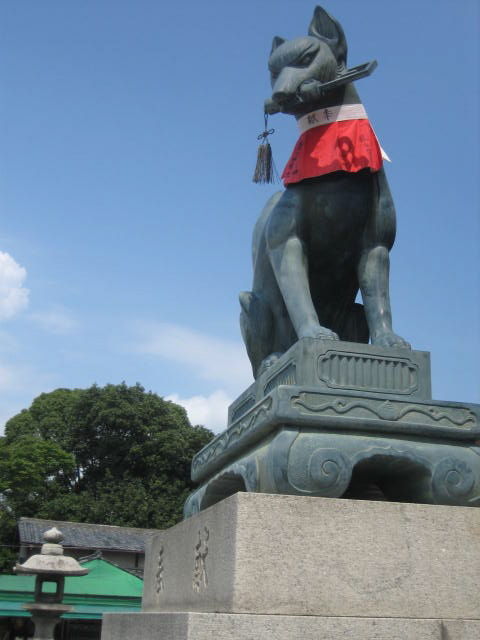
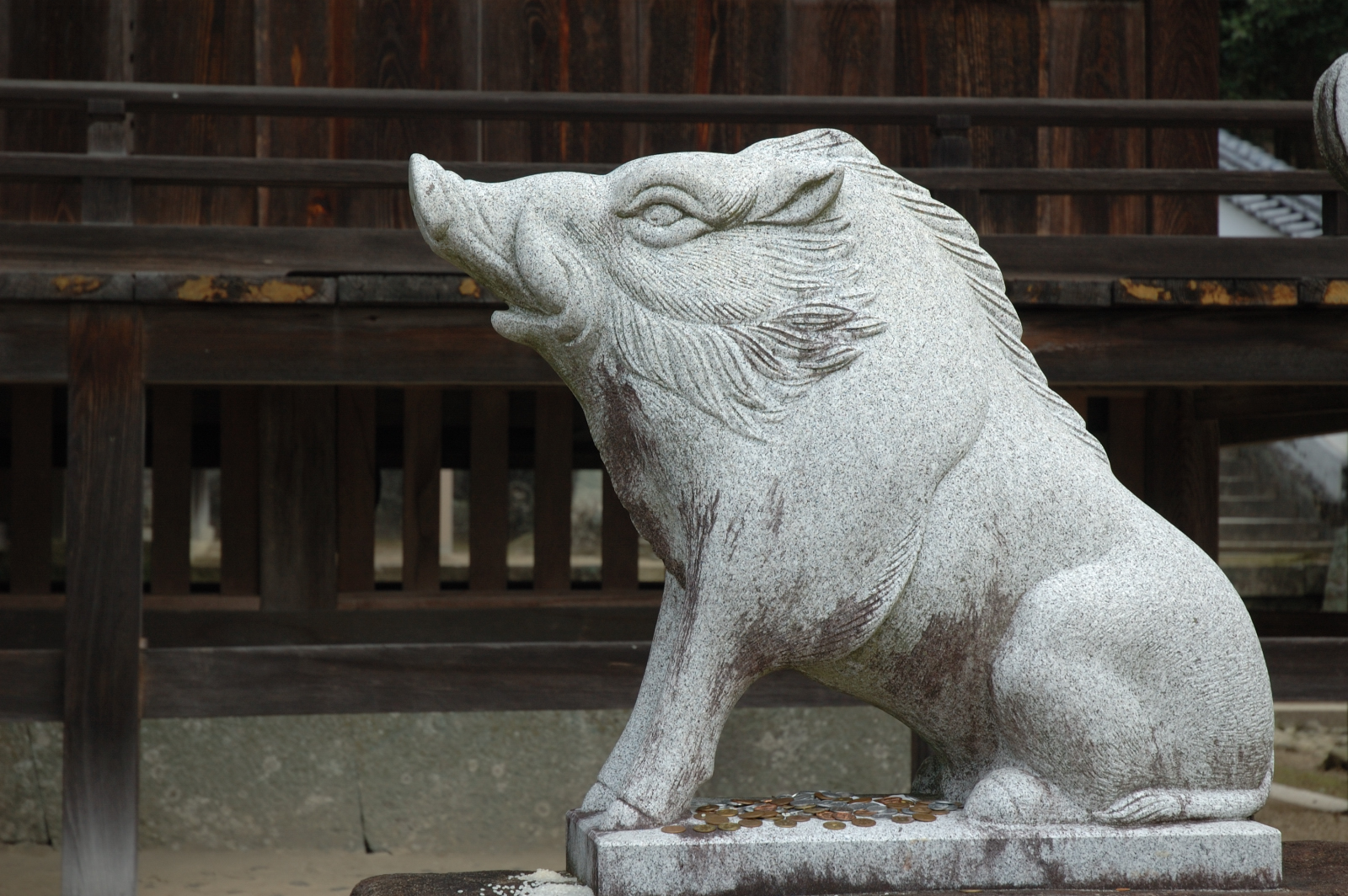
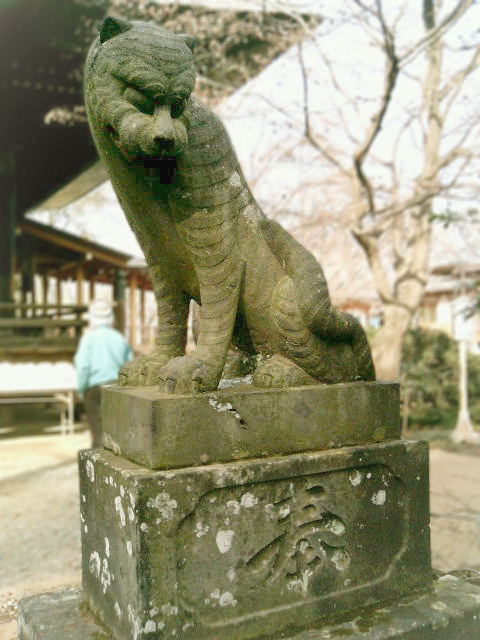
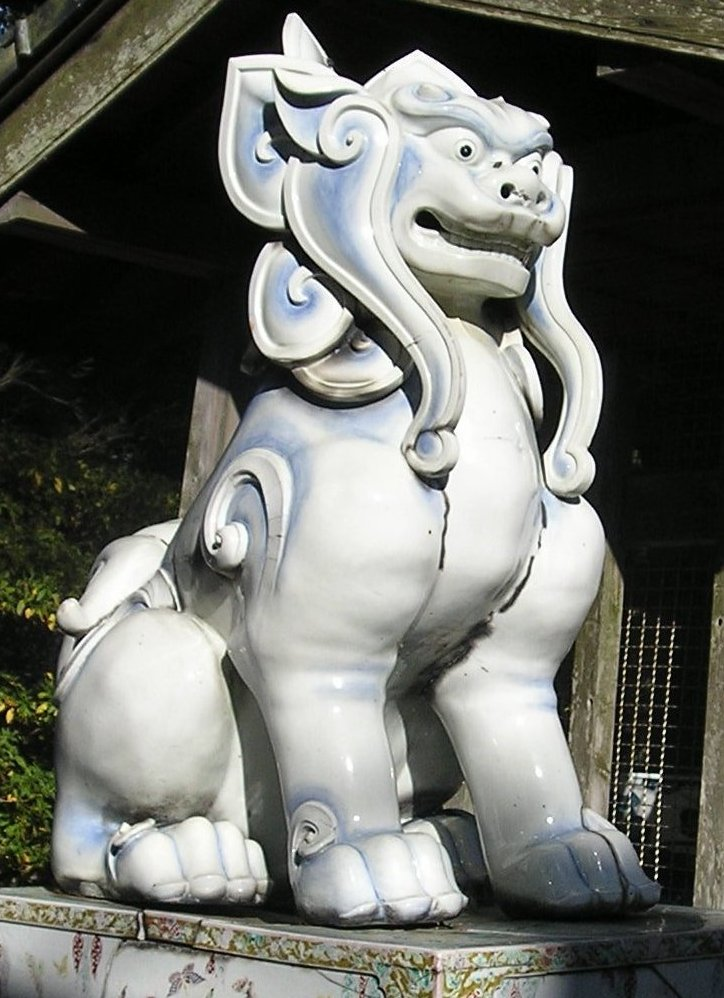